# El cielo de los animales
El cielo de los animales es una película antológica hispano-rumana de drama y fantasía de 2025, escrita, coproducida y dirigida por Santi Amodeo, basada en el libro homónimo de David J. Poissant. Está protagonizada por Raúl Arévalo, Paula Díaz, África de la Cruz, Claudio Portalo, Jesús Carroza y Manolo Solo. Se estrenó en el Festival de Málaga el 20 de marzo de 2025, y luego se estrenó en cines españoles el 9 de mayo de 2025, con distribución de Maravillas Films.

## Trama
La película se centra en cuatro historias sobre la pérdida, protagonizadas por tres grupos de personajes. En la duología formada por La nadadora y Cómo ayudar a morir a un ser querido, Diego (Raúl Arévalo), tras ser abandonado por su mujer, conoce a Amanda (Paula Díaz), una saltadora de trampolín de 19 años con un brazo amputado, dando lugar a una relación fugaz y mágica. En El fin de Darío, Gracia (África de la Cruz) recibe una llamada de su pareja, Darío (Claudio Portalo), anunciándole que llega el fin del mundo durante otro de sus ataques de paranoia. En El hombre lagarto, Fran (Jesús Carroza) y Benicio (Manolo Solo) van a recoger las cosas del padre recién fallecido de uno de ellos, pero cuando llegan a su casa, descubren que el padre muerto en realidad es una criatura conocida como el Hombre Lagarto.

## Reparto
- Raúl Arévalo como Diego
- Manolo Solo como Benicio
- Jesús Carroza como Fran
- Paula Díaz como Amanda
- África de la Cruz como Gracia
- Claudio Portalo como Darío
- Stéphanie Magnin como Irene
- Daniel Morilla como Travis
- Juanfra Juárez
- Nerea Cordero como Sonia
- Kenia Mestre como Isabel
- Lola Buero como la chica de la carretera

## Producción
El 4 de octubre de 2023, se anunció por primera vez que Santi Amodeo estaba rodando en Sevilla su nueva película, El cielo de los animales, la cual estaría basada en el libro homónimo de David James Poissant. Raúl Arévalo, Manolo Solo, Jesús Carroza, África de la Cruz, Paula Díaz y Claudio Portalo fueron anunciados como los actores protagonistas. La película fue rodada en súper 16mm. En noviembre de 2023, se anunció que el rodaje de la película había terminado después de seis semanas. Además de en Sevilla, también se rodaron algunas escenas en Alcalá de Guadaíra.

## Lanzamiento y marketing
El 25 de febrero de 2025, el Festival de Málaga anunció su programación completa, incluyendo el estreno mundial de El cielo de los animales, el cual tuvo lugar el 20 de marzo de 2025. En marzo de 2025, Maravillas Films lanzó el tráiler de la película. En abril de 2025, Maravillas Films anunció que estrenaría la película en cines españoles el 9 de mayo de 2025.